# Somisha imitacea
Somisha imitacea är en insektsart som beskrevs av Medler 1991. Somisha imitacea ingår i släktet Somisha och familjen Flatidae. Inga underarter finns listade i Catalogue of Life.